# Primorsko-Ajtarsk
Primorsko-Ajtarsk (del ruso: Приморско-Ахтарск) es una ciudad, centro administrativo del raión de Primorsko-Ajtarsk del krai de Krasnodar en el sur de Rusia. Está situado a orillas del mar de Azov, al oeste de la desembocadura en él del río Beisug a través del limán Beisugski y al norte del limán Ajtarski, 129 km al nordeste de Krasnodar, la capital del krai. Tenía 32 257 habitantes en 2010.
Es cabeza del ókrug urbano Primorsko-Ajtárskoye, al que pertenecen asimismo Primorski, Sadkí y Ogorodni

## Historia
En 1774, el ejército imperial ruso se apoderó de la fortaleza de Ajtar-Bajtar en el contexto de la guerra ruso-turca de 1768-1774, y a su vez, en 1778, construyó la fortaleza Ajtarsk en el emplazamiento actual de la localidad. En 1854, con la pérdida de significado militar, al lado de la fortaleza se inició la construcción de la población, de nombre jútor Ajtarski, poblada con cosacos del Mar Negro. En 1900 consiguió el grado de stanitsa, con el nombre Primorsko-Ajtárskaya. En 1914 llegó a la localidad el ferrocarril procedente de Timashovsk. En 1949 le fue concedido el grado de ciudad.

## Demografía
| 1959   | 1970   | 1979   | 1989   | 2000   | 2003   | 2010   |
| ------ | ------ | ------ | ------ | ------ | ------ | ------ |
| 22 000 | 26 000 | 27 900 | 30 000 | 34 100 | 32 700 | 32 257 |

La mayoría (93.5 %)de la población es de etnia rusa. La principal minoría es la de etnia ucraniana (3.5%).

## Clima
El clima de la localidad se caracteriza por el predominio de los inviernos suaves, no formándose una capa de nieve estable no se forma. La temperatura media del mes de enero es de −2 °C. El verano es muy cálido, la temperatura media del mes de julio es de +24,1 °C. La humedad relativa se halla cerca del 60 %.
| Parámetros climáticos promedio de Primorsko-Ajtarsk (1991-2020) | Parámetros climáticos promedio de Primorsko-Ajtarsk (1991-2020) | Parámetros climáticos promedio de Primorsko-Ajtarsk (1991-2020) | Parámetros climáticos promedio de Primorsko-Ajtarsk (1991-2020) | Parámetros climáticos promedio de Primorsko-Ajtarsk (1991-2020) | Parámetros climáticos promedio de Primorsko-Ajtarsk (1991-2020) | Parámetros climáticos promedio de Primorsko-Ajtarsk (1991-2020) | Parámetros climáticos promedio de Primorsko-Ajtarsk (1991-2020) | Parámetros climáticos promedio de Primorsko-Ajtarsk (1991-2020) | Parámetros climáticos promedio de Primorsko-Ajtarsk (1991-2020) | Parámetros climáticos promedio de Primorsko-Ajtarsk (1991-2020) | Parámetros climáticos promedio de Primorsko-Ajtarsk (1991-2020) | Parámetros climáticos promedio de Primorsko-Ajtarsk (1991-2020) | Parámetros climáticos promedio de Primorsko-Ajtarsk (1991-2020) |
| Mes                                                             | Ene.                                                            | Feb.                                                            | Mar.                                                            | Abr.                                                            | May.                                                            | Jun.                                                            | Jul.                                                            | Ago.                                                            | Sep.                                                            | Oct.                                                            | Nov.                                                            | Dic.                                                            | Anual                                                           |
| --------------------------------------------------------------- | --------------------------------------------------------------- | --------------------------------------------------------------- | --------------------------------------------------------------- | --------------------------------------------------------------- | --------------------------------------------------------------- | --------------------------------------------------------------- | --------------------------------------------------------------- | --------------------------------------------------------------- | --------------------------------------------------------------- | --------------------------------------------------------------- | --------------------------------------------------------------- | --------------------------------------------------------------- | --------------------------------------------------------------- |
| Temp. máx. abs. (°C)                                            | 17.5                                                            | 19.8                                                            | 26.5                                                            | 30.6                                                            | 36.1                                                            | 39.3                                                            | 40.7                                                            | 40.3                                                            | 37.3                                                            | 33.7                                                            | 24.5                                                            | 20.7                                                            | 40.7                                                            |
| Temp. máx. media (°C)                                           | 2.5                                                             | 4.1                                                             | 9.5                                                             | 16.7                                                            | 23.0                                                            | 27.3                                                            | 30.1                                                            | 29.9                                                            | 24.1                                                            | 16.9                                                            | 9.2                                                             | 4.2                                                             | 16.5                                                            |
| Temp. media (°C)                                                | -0.6                                                            | 0.1                                                             | 5.0                                                             | 11.6                                                            | 17.9                                                            | 22.5                                                            | 25.2                                                            | 24.6                                                            | 18.8                                                            | 12.2                                                            | 5.3                                                             | 1.1                                                             | 12                                                              |
| Temp. mín. media (°C)                                           | -2.9                                                            | -2.6                                                            | 2.0                                                             | 7.9                                                             | 13.9                                                            | 18.5                                                            | 20.9                                                            | 20.0                                                            | 14.8                                                            | 8.7                                                             | 2.6                                                             | -1.2                                                            | 8.6                                                             |
| Temp. mín. abs. (°C)                                            | -27.2                                                           | -27.8                                                           | -17.4                                                           | -4.8                                                            | 2.0                                                             | 8.0                                                             | 12.1                                                            | 7.8                                                             | 0.9                                                             | -7.2                                                            | -21.1                                                           | -22.8                                                           | -27.8                                                           |
| Precipitación total (mm)                                        | 54                                                              | 44                                                              | 47                                                              | 36                                                              | 48                                                              | 59                                                              | 45                                                              | 43                                                              | 45                                                              | 44                                                              | 45                                                              | 50                                                              | 560                                                             |
| Nevadas (cm)                                                    | 3                                                               | 3                                                               | 1                                                               | 0                                                               | 0                                                               | 0                                                               | 0                                                               | 0                                                               | 0                                                               | 0                                                               | 0                                                               | 1                                                               | 8                                                               |
| Días de lluvias (≥ 1 mm)                                        | 11                                                              | 11                                                              | 13                                                              | 13                                                              | 12                                                              | 11                                                              | 8                                                               | 7                                                               | 10                                                              | 11                                                              | 13                                                              | 13                                                              | 133                                                             |
| Días de nevadas (≥ 1 mm)                                        | 9                                                               | 9                                                               | 6                                                               | 0.3                                                             | 0                                                               | 0                                                               | 0                                                               | 0                                                               | 0                                                               | 0.4                                                             | 3                                                               | 9                                                               | 36.7                                                            |
| Humedad relativa (%)                                            | 84                                                              | 81                                                              | 78                                                              | 72                                                              | 69                                                              | 70                                                              | 66                                                              | 66                                                              | 70                                                              | 76                                                              | 83                                                              | 85                                                              | 75                                                              |
| Fuente: Погода и климат                                         |                                                                 |                                                                 |                                                                 |                                                                 |                                                                 |                                                                 |                                                                 |                                                                 |                                                                 |                                                                 |                                                                 |                                                                 |                                                                 |

## Economía y transporte
El principal sector económico de la localidad es la industria alimentaria: pescado, conservas, leche. En la localidad se halla una fábrica de perfumes y cosmética. La manufactura de materiales de construcción y el turismo tienen también su peso.
La localidad cuenta con una estación (Ajtari) que es terminal de la línea Timashovsk - Primorsko-Ajtarsk. Al nordeste de la localidad se halla un aeródromo militar.